# GarageBand
GarageBand è un software per creare musica sviluppato dalla Apple Inc. per i sistemi operativi macOS e iOS.
Il programma è rivolto all'utente non professionale con conoscenze non approfondite dell'HD Recording e può essere utilizzato anche da chi non sa suonare alcuno strumento musicale. Infatti, quasi tutte le operazioni di composizione e arrangiamento si svolgono in un semplice e intuitivo ambiente grafico.

## Storia
Venne presentato da Steve Jobs, CEO di Apple, durante il keynote il 6 gennaio 2004. Il chitarrista John Mayer presentò con Jobs il programma.
GarageBand venne originariamente sviluppato da Emagic, la stessa ditta che sviluppava il programma di musica professionale Logic Pro. Apple nel luglio 2002 acquisì la società e integrò GarageBand nel progetto iLife.
GarageBand era fornito con il pacchetto iLife e non poteva essere acquistato separatamente, se non tramite il Mac App Store al costo di 11,99 euro. Attualmente è gratuito per tutti gli utenti che aggiornano a OS X Yosemite.

## Descrizione
Il programma è fornito con una libreria di loop pre-registrati da utilizzare liberamente per comporre e 1000 strumenti virtuali che possono essere utilizzati direttamente sul computer attraverso una tastiera virtuale, attraverso un qualsiasi strumento musicale che possa essere collegato al computer, utilizzando gli ingressi jack o interfacce audio di terze parti, o attraverso una tastiera MIDI collegata a un'interfaccia audio.
Apple mette a disposizione anche dei GarageBand Jam Packs, delle librerie di loop per creare canzoni e strumenti virtuali aggiuntivi per arricchire la libreria di GarageBand.
È possibile comporre musica con tracce di strumenti software e tracce di strumenti reali. Le prime utilizzano gli strumenti virtuali forniti dal programma. Le note possono essere registrate in tempo reale (real-time) attraverso uno dei metodi indicati in precedenza, oppure inserite e/o modificate in programmazione (step-time). L'editing delle note è possibile attraverso la modalità piano-roll oppure notazione tradizionale. Le seconde utilizzano dati audio registrati in tempo reale attraverso uno dei metodi indicati in precedenza. È possibile registrare, ad esempio, chitarre, tastiere o voce e applicare successivamente degli effetti all'audio registrato. Tracce di strumenti software e reali possono essere utilizzate assieme e mixate per gestire arrangiamenti complessi.
Si possono importare tracce MIDI create con altri programmi ma non possono essere editate, ma non è possibile esportare tracce MIDI. La musica creata può essere esportata in formato aiff, aac e mp3 attraverso l'integrazione con iTunes.
Dalla versione '09 sono incluse 8 lezioni interattive base di pianoforte e 8 di chitarra con Tim Blane come insegnante. È anche possibile acquistare lezioni di artisti famosi come Sting.
Le maggiori limitazioni all'uso di GarageBand erano l'impossibilità di variare il tempo (limitazione sparita con la versione 08) e la chiave di una traccia se non per l'intero progetto. Non è quindi possibile comporre pezzi musicali con chiavi variabili. Queste limitazioni rendono il software sicuramente adatto a un uso amatoriale o semi-professionale ma difficilmente adatto a un uso professionale. Per questi scopi esistono altri programmi prodotti da Apple, quali Logic Express (uso semi-professionale) e Logic Pro (uso professionale).

## Disponibilità su iOS
Il software per iOS è scaricabile gratuitamente dall'App Store.
Il 2 marzo 2011, Apple annuncia GarageBand per iPad.
Il 1º novembre 2011, la versione 1.1 diventa compatibile con iPhone e iPod touch. Il 10 marzo 2014 viene pubblicata la versione 2.0.1 per iPhone, iPod touch e iPad.